# Maschpark-Brücke

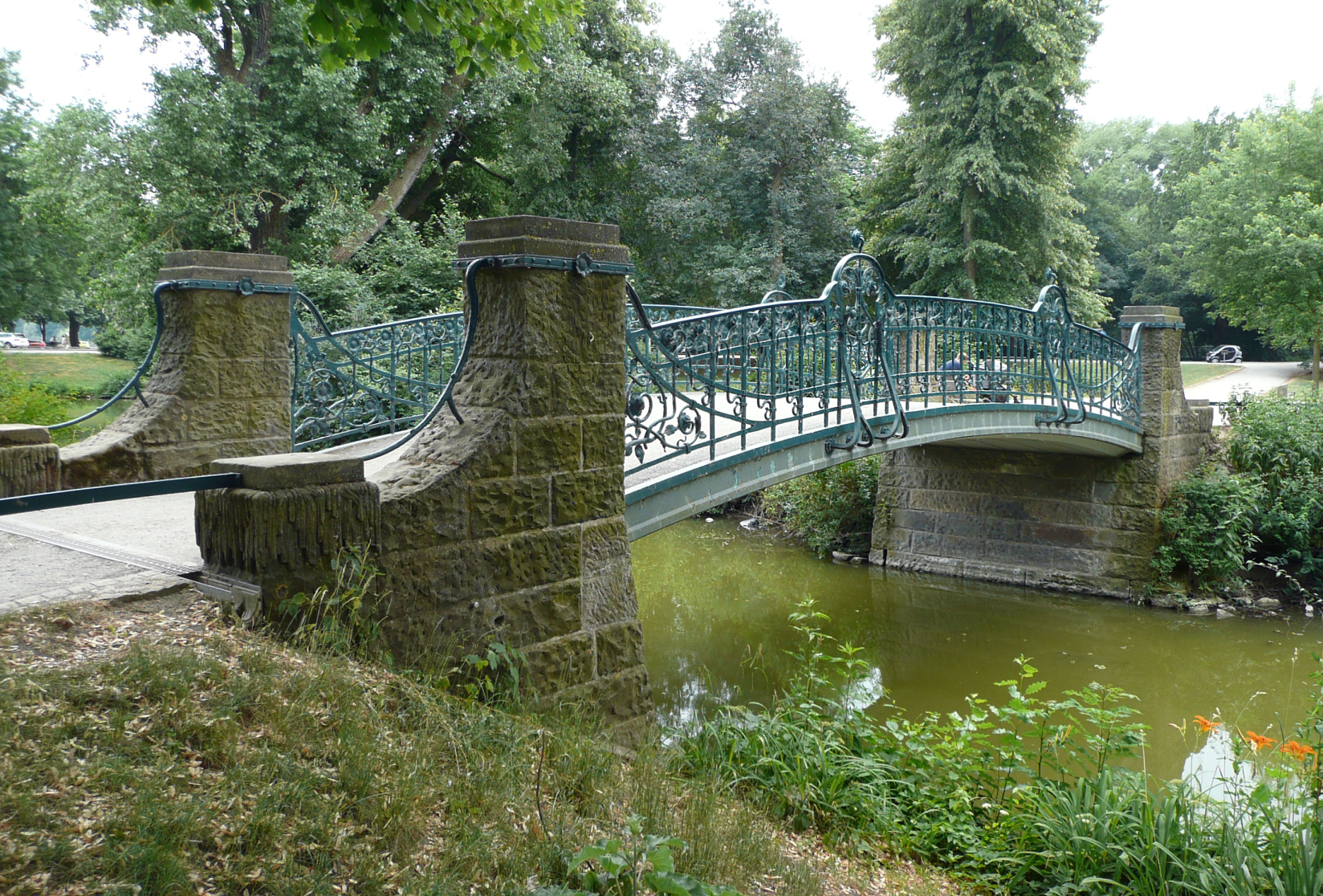
Die denkmalgeschützte Maschteich-Brücke mit dem schmiedeeisernen Geländer zwischen den Pylonen

Die Maschteich-Brücke in Hannover, auch Maschbrücke und Maschpark-Brücke genannt, ist eine denkmalgeschützte Brücke für Spaziergänger im Maschpark. Die Bogenbrücke über den Maschteich in der um das Jahr 1900 angelegten öffentlichen Grünanlage hinter dem Neuen Rathaus war jahrelang ein beliebtes Ziel für Paare, die hier ein Liebesschloss anbrachten, wodurch die zierlichen Blattornamente an dem schmiedeeisernen Geländer beschädigt wurden. Sie führt über den Hiroshima-Weg als Teil des Parkes der Partnerstädte.

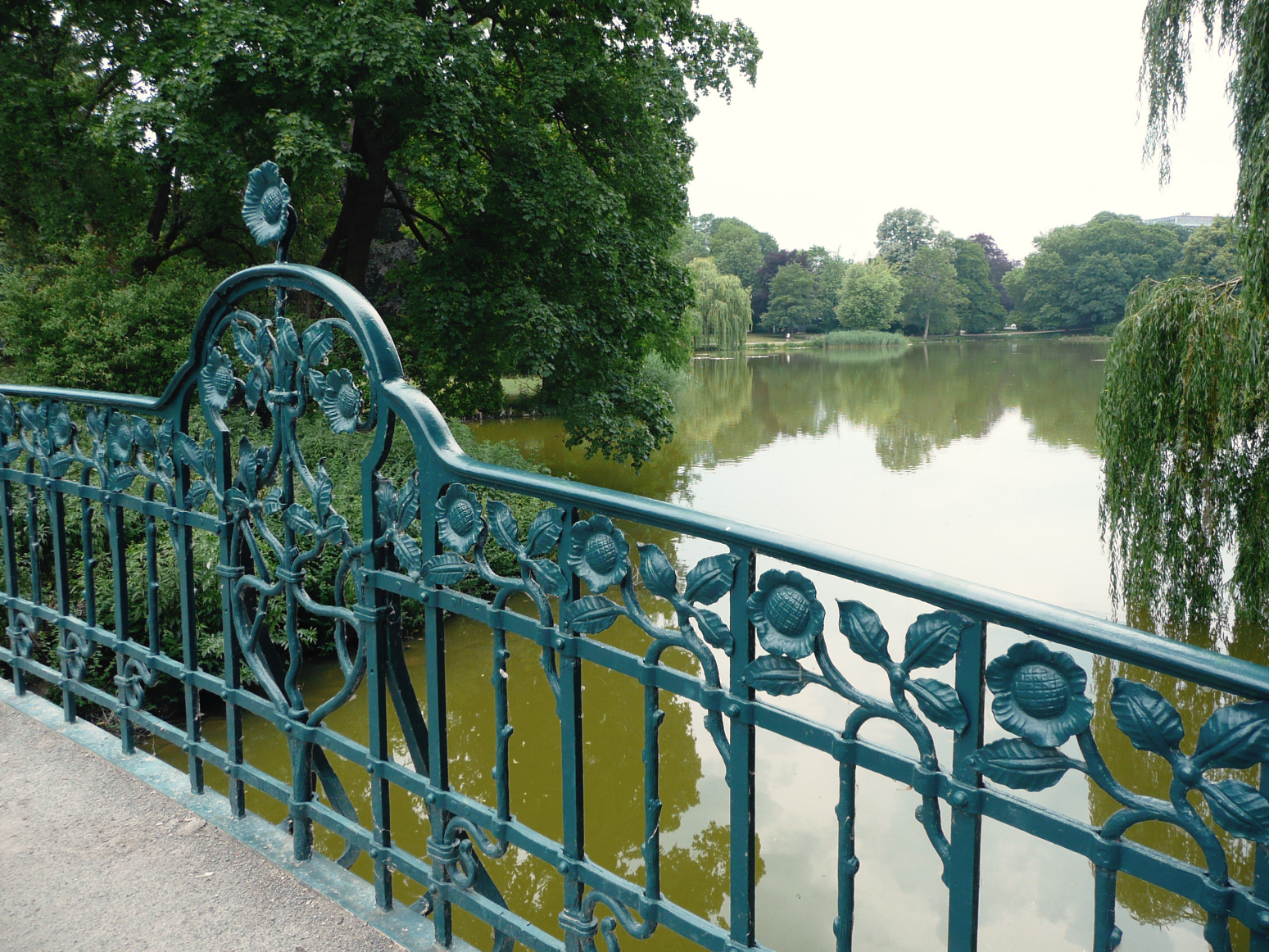
Detailansicht des floral verzierten Geländers

Im Januar 2016 ließ die Stadt sämtliche Liebesschlösser entfernen und für rund 7000 Euro die historischen Metallgeländer restaurieren und neu anstreichen. Das Anbringen neuer Schlösser an dem denkmalgeschützten Bauwerk ist seither verboten.
Zum 130-jährigen Aufstellungsjubiläum der Kröpcke-Uhr und zur 20sten Wiederkehr des Gründungsdatums der Kunst-Initiative Kröpcke-Kultur installierte der hannoversche Künstler Joy Lohmann im April 2015 einen Teil der von der Maschbrücke demontierten roten Liebesschlösser und arrangierte diese zu einer herzförmigen Skulptur in der auch als Ausstellungs-Vitrine genutzten Standuhr am Kröpcke.